# Jacobus Bernardus Oldenkott
Jacobus Bernardus Oldenkott (* 28. Februar 1815 in Amsterdam; † 1853 in Vreden) war ein niederländischer Unternehmer und führte die Tabakfabrik Herm’s Oldenkott en Zoonen in Ahaus zu einem erfolgreichen Hersteller von Tabakwaren. 

## Leben
Jacobus Bernardus Oldenkott wurde als Sohn des Bernardus Gerhardus Oldenkott (1781–1824) und dessen Ehefrau Adriana Johanna Gueding (1781–1870) geboren. 
Er war ein Enkel des Firmengründers Herman Oldenkott und übernahm 1836 die Leitung des Ahauser Tabakunternehmens, nachdem sein Onkel Hermanus Athanasius Oldenkott (1787–1836) verstorben war.
Er setzte dessen Wirken erfolgreich fort und es gelang ihm, die noch nicht erworbenen restlichen Flächen des Schlossgartens aufzukaufen und zu einem einheitlichen Ganzen zusammenzufügen. Unter seiner Leitung expandierte das Unternehmen kräftig. Nach seinem frühen Tod im Jahre 1853 übernahm sein Bruder Theodorus Franciscus (1823–1905) die Firma, die er weiter ausbaute. 
Er war kein Freund der Preußen. So behielten alle in Deutschland lebenden Familienmitglieder die ursprüngliche niederländische Staatsangehörigkeit. Erst nach seinem Tod im Jahre 1905 wurden sein Sohn Jacob Bernhard, der sein Nachfolger als Firmenchef wurde, und dessen Kinder deutsche Staatsangehörige.

## Familie
Sein einziger Sohn starb noch während seiner Ausbildung und seine einzige Tochter Maria Theodora (1841–1905) war mit dem geheimen Medizinalrat und Düsseldorfer Ehrenbürger Albert Mooren verheiratet. Aus der Ehe gingen zehn Kinder hervor, darunter die Tochter Hedwig (1871–1950), ⚭ Reichsminister Theodor von Guérard (1863–1943). Deren Tochter Annemarie (1893–1977) heiratete 1921  Paul Oldenkott, der letzte Firmenchef des Ahauser Unternehmens.